# 1926년 영국 총파업
1926년 영국 총파업은 1926년 5월 4일부터 5월 12일까지 9일간 지속된 총파업이었다. 노동조합회의 (TUC) 총평의회는 120만 명의 직장 폐쇄된 탄광 노동자들의 임금 삭감과 악화되는 조건을 막기 위해 영국 정부에 행동을 강요하려 했으나 실패했다. 약 170만 명의 노동자들이 특히 운송 및 중공업 분야에서 파업에 참여했다.
이는 많은 노동자들이 탄광 노동자가 아니거나 직접적인 영향을 받지 않았음에도 직장 폐쇄된 탄광 노동자들을 지원하기 위해 파업에 동참한 동조 파업이었다. 정부는 잘 준비되어 있었고, 필수 서비스를 유지하기 위해 중산층 자원봉사자들을 동원했다. 폭력 사태는 거의 없었고 TUC는 패배를 인정하며 파업을 포기했다.

## 원인

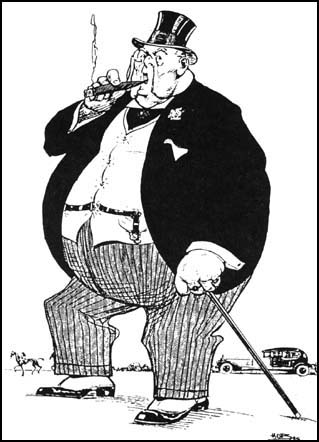
보조금을 받는 광산주인—불쌍한 거지! (노동조합 단결 잡지, 1925년)

1914년부터 1918년까지 영국은 제1차 세계 대전에 참여했다. 전쟁 중 석탄의 국내 사용량이 많아 한때 풍부했던 탄층이 고갈되었다. 영국은 평시보다 전쟁 중에 석탄을 적게 수출하여 다른 나라들이 그 공백을 메울 수 있게 했다. 이는 특히 미국, 폴란드, 독일의 강력한 석탄 산업에 도움이 되었다. 1880년대 초 석탄 생산량은 연간 1인당 310톤으로 최고치를 기록했지만, 전쟁 전 4년 동안 이 수치는 247톤으로 떨어졌다. 1920-1924년 기간에는 199톤으로 더욱 떨어졌다. 총 석탄 생산량도 1914년 이후 감소세였다.
1924년에는 도스 플랜이 시행되었다. 이는 독일이 전쟁 배상금의 일부로 프랑스와 이탈리아에 "자유 석탄"을 수출함으로써 국제 석탄 시장에 재진입할 수 있도록 허용했다. 이 추가 공급으로 석탄 가격이 하락했다. 1925년, 재무장관이었던 윈스턴 처칠은 금본위제를 재도입했다. 이로 인해 영국 파운드가 너무 강해져 영국에서의 효과적인 수출이 어려워졌다. 또한, 강력한 통화 유지를 위한 경제적 과정 때문에 이자율이 인상되어 일부 기업에 피해를 주었다.

광산 소유주들은 경제 불안 시기에도 이윤을 유지하려 했고, 이는 종종 고용된 광산 노동자들의 임금 삭감으로 나타났다. 광산 노동자들의 주급은 7년 동안 6파운드에서 3파운드 18실링으로 낮아졌다. 광산 노동자들의 근무 시간 연장 가능성과 맞물려 산업은 혼란에 빠졌다. 

다우닝가에서 볼드윈과 광업 위기를 논의할 준비가 된 노동조합회의 총평의회 특별위원회

광산 소유주들이 광산 노동자들의 임금을 삭감할 의사를 발표하자, 영국 광산 노동자 연맹은 "단 한 푼도 깎지 않고, 단 한 분도 늘리지 않는다"는 조건에 반대했다. 노동조합회의는 이 소식에 광산 노동자들의 분쟁을 지지하겠다고 약속하며 대응했다. 스탠리 볼드윈 총리 하의 보수당 정부는 광산 노동자들의 임금을 유지하기 위해 9개월간의 보조금을 지급하고, 허버트 새뮤얼 경을 위원장으로 하는 왕립 위원회를 구성하여 광업 문제와 그것이 다른 산업, 가족, 석탄 공급에 의존하는 조직에 미치는 영향을 조사하기로 결정했다.
새뮤얼 위원회는 1926년 3월 10일 보고서를 발표하여 광업에 대한 국가 협정, 로열티의 국유화, 광범위한 재편 및 개선을 고려해야 한다고 권고했다. 또한 광산 노동자들의 임금을 13.5% 삭감하고 정부 보조금을 철회할 것을 권고했다. 2주 후, 총리는 다른 당사자들도 동의하면 정부가 보고서를 수락할 것이라고 발표했다.
이전의 왕립 위원회인 1919년의 생키 위원회는 합의에 이르지 못하고, 완전한 사적 소유 및 통제의 복원부터 완전한 국유화에 이르는 제안이 담긴 4개의 다른 보고서를 제출했다. 당시 총리였던 데이비드 로이드 조지는 재편성을 제안했지만, 광산 노동자들은 이를 거부했다.
새뮤얼 위원회의 보고서 이후, 광산 소유주들은 광산 노동자들에게 새로운 고용 조건을 제시할 것이라고 발표했는데, 이는 근무 시간 연장과 다양한 요인에 따른 임금 삭감을 포함했다. 영국 광산 노동자 연맹은 임금 삭감과 지역별 협상을 거부했다.

## 총파업, 1926년 5월

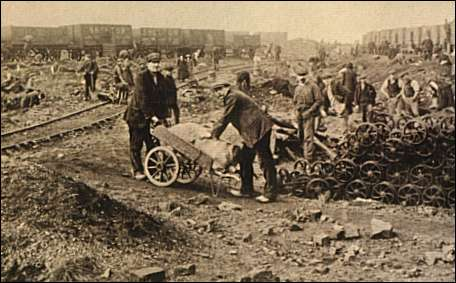
파업 기간 동안 석탄을 찾아 헤매는 모습

최종 협상은 5월 1일에 시작되었지만 합의에 도달하지 못했고, 이는 TUC가 5월 3일 월요일 자정 1분 전부터 "광산 노동자들의 임금과 근무 시간을 지키기 위한" 총파업이 시작될 것이라고 발표하게 했다.
노동당 지도자들은 제안된 총파업에 대해 우려했는데, 이는 그들이 노조 운동 내의 혁명적 요소와 그것이 정부 정당으로서의 당의 새로운 명성에 끼칠 수 있는 피해를 인식하고 있었기 때문이다. 다음 이틀 동안 정부와 광업 대표들 사이에 합의에 도달하기 위한 필사적인 노력이 이루어졌다. 그러나 그들은 실패했는데, 주로 데일리 메일 인쇄공들이 총파업을 비난하는 사설("왕과 국가를 위해") 인쇄를 거부한 막판 결정 때문이었다. 그들은 다음 구절에 반대했다: "총파업은 산업 분쟁이 아니다. 그것은 정부를 파괴하고 국민의 권리와 자유를 전복함으로써만 성공할 수 있는 혁명적 움직임이다."

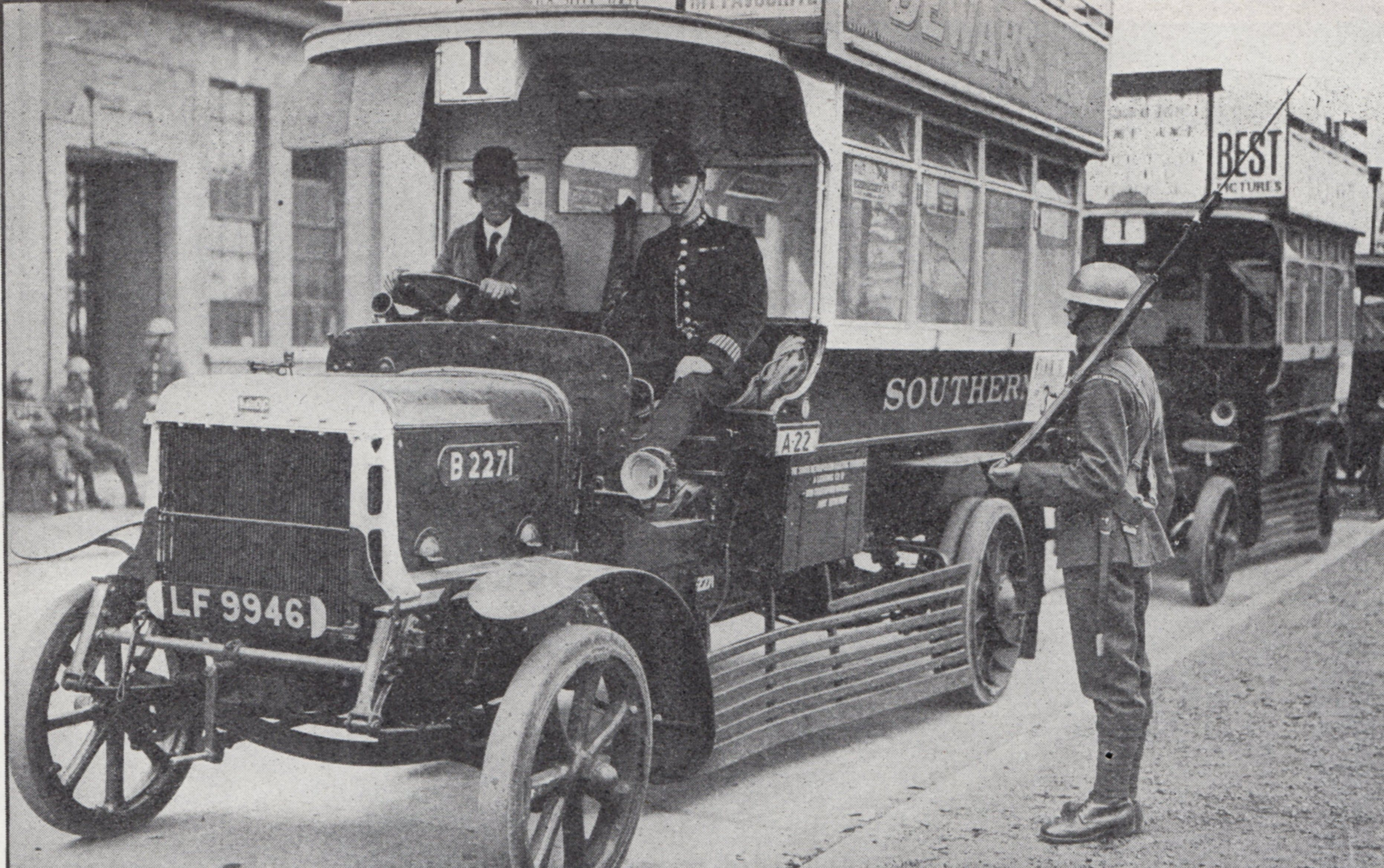
버스 정류장에서 경계 중인 군인들; 파업 중 각 버스에는 경찰 호위가 있었다.

볼드윈은 이제 TUC와 인쇄공들의 행동이 언론의 자유를 침해할까봐 우려했다.
조지 5세 국왕은 상황을 안정시키고 균형을 잡으려 노력하며 "그들을 판단하기 전에 그들의 임금으로 살아보라"고 말했다.
TUC는 전면적인 총파업이 혁명적 요소를 전면에 내세울 것을 우려하여 참가자를 철도원, 운송 노동자, 인쇄공, 부두 노동자, 철강 노동자로 제한했는데, 이들이 분쟁의 핵심이라고 여겨졌기 때문이다. 영국 최고의 가톨릭 성직자였던 프랜시스 본 대주교는 이례적인 정치 라디오 방송에서 파업을 비난했는데, 많은 파업 참여자들이 가톨릭 신자임을 알고 있었다. 그는 "이는 합법적으로 구성된 권위에 대한 직접적인 도전이다. ... 모든 사람은 국가의 합법적으로 구성된 권위이자 그러므로 ... 신 자체의 권위를 대표하는 정부를 지지하고 도와야 한다"고 충고했다.
정부는 보조금을 지급한 9개월 동안 물자 유지 조직과 같은 조직을 만들어 파업에 대비해 왔다. 정부는 국가를 계속 움직이게 하기 위해 무엇이든 할 준비가 되어 있었고 할 수 있었다. 정부는 파업 참가자들의 혁명적 성격을 강조함으로써 지지를 모았다. 군대와 자원봉사자들은 기본 서비스를 유지하는 데 도움을 주었다. 정부는 필수품을 유지하기 위해 1920년 비상권한법을 사용했다.
1926년 5월 4일, 파업 참여자 수는 약 150만~175만 명이었다. "존 오 그로츠에서 랜드 엔드까지" 파업 참여자들이 있었다. 파업 선언에 대한 반응은 즉각적이고 압도적이었으며, 정부와 TUC 모두를 놀라게 했는데, 후자는 파업을 통제하지 못하고 있었다. 이 첫날에는 국가의 운송이 마비된 것을 제외하고는 주요한 주도권이나 극적인 사건은 없었다.
"헌정 정부가 공격받고 있다. 생계와 노동이 이처럼 위험에 처한 모든 선량한 시민들은 갑자기 맞닥뜨린 고난을 인내심과 용기로 견뎌내라. 정부를 지지하라. 정부는 이 섬 주민들의 자유와 특권을 보존하기 위해 착수한 조치에 협력할 것이라고 확신하며 제 역할을 다하고 있다. 영국 법은 국민의 생득권이다. 법은 여러분의 보호 아래 있다. 여러분은 의회를 그 수호자로 만들었다. 총파업은 의회에 대한 도전이며 무정부 상태와 파멸로 가는 길이다."
1926년 5월 5일, 양측은 각자의 견해를 밝혔다. 처칠은 정부 신문인 British Gazette의 편집자로서 다음과 같이 논평했다. "TUC가 정부만큼 사건의 자신들 편을 출판하고 추종자들에게 행동을 계속하도록 권유할 권리가 있다는 데 동의하지 않는다. 나라를 먹여 살리는 것은 나라를 파괴하는 것보다 훨씬 더 어려운 일이다." 볼드윈은 "총파업은 의회에 대한 도전이며 무정부 상태로 가는 길이다"라고 썼다. TUC의 신문인 British Worker는 다음과 같이 썼다. "우리는 국민과 전쟁을 벌이는 것이 아니다. 우리는 광산 소유주와 정부의 비애국적인 행동으로 인해 일반 대중이 처벌받는 것을 원하지 않는다."
한편, 정부는 거리의 질서를 유지하기 위해 자원봉사자들로 구성된 물자유지기구(OMS)라는 특별 경찰의 "민병"을 배치했다. 한 특별 경찰은 "그들이 우리를 향한 태도를 이해하는 것은 어렵지 않았다. 며칠 후 나는 고용주보다 그들에게 더 공감하게 되었다. 한 가지 이유로는, 내가 그때까지 존재했던 끔찍한 빈곤을 전혀 깨닫지 못했기 때문이다. 모든 사실을 알았다면 특별 경찰에 가입하지 않았을 것이다"라고 말했다. 정부는 우익 반발을 우려하여 파시스트들이 정치적 신념을 포기하지 않고는 OMS에 입대하는 것을 허용하지 않기로 결정했고, 이에 따라 파시스트들은 로타 린턴-오먼 휘하에 이른바 "Q 사단"을 결성하여 파업 참가자들과 맞섰다.
1926년 5월 6일, 분위기가 바뀌었다. 정부 신문인 British Gazette는 자원봉사자, 카풀, 자전거 이용자, 개인 버스, 그리고 파업 파괴자들 덕분에 런던으로 향하는 교통 수단이 첫날에 비해 개선되기 시작했다고 보도했다. 1면 기사에는 200대의 런던 제너럴 옴니버스 컴퍼니 버스가 '거리에서 운행 중'이라고 언급되어 있었다. 그러나 실제로는 86대의 LGOC 버스만이 운행 중이었다.
1926년 5월 7일, TUC는 새뮤얼과 만나 분쟁을 종식시키기 위한 제안들을 마련했다. 광부 연맹은 그 제안들을 거부했다. British Worker는 처칠이 신문 용지 공급의 대부분을 징발하여 8페이지에서 4페이지로 크기가 줄어들면서 운영이 점점 더 어려워졌다. 한편 정부는 업무 복귀를 결정한 사람들을 보호하기 위한 조치를 취했다.
1926년 5월 8일, 런던 독스에서 극적인 순간이 있었다. 트럭들은 군대의 보호를 받았다. 그들은 피켓 라인을 뚫고 하이드 파크로 음식을 운송했다. 이는 정부가 상황을 더 잘 통제하고 있음을 보여주었다. 또한 이는 처칠의 더 반동적인 입장 대신 볼드윈의 신중함을 보여주는 조치이기도 했다. 처칠은 불필요하게 파업자들에게 적대감을 줄 수 있는 행동인 군인 무장을 원했다. 그러나 볼드윈은 반대로 주장했다. 플리머스에서는 전차 서비스가 재개되었고, 일부 차량은 공격을 받고 창문이 부서졌다. 그러나 시내의 모든 파업 행동이 대립적인 것은 아니었다. 수천 명이 참석한 경찰팀과 파업 참가자들 간의 축구 경기가 열렸고, 파업 참가자들이 2대0으로 승리했다. 지지자들 중에는 4,000명의 파업 참가자 대표단이 포함되어 있었는데, 그들은 군악대와 함께 경기장으로 행진했다.
1926년 5월 11일, 플라잉 스코츠맨은 뉴캐슬어폰타인 북쪽으로 얼마 떨어지지 않은 크람링턴에서 파업 광부들에 의해 탈선되었다. TUC 총평의회가 대규모 업무 복귀가 있을까 봐 우려하는 것에 놀란 British Worker는 다음과 같이 주장했다. "파업 참가자 수는 줄어들지 않았다. 오히려 늘고 있다. 파업이 시작된 이래 어떤 순간보다 오늘 더 많은 노동자들이 파업 중이다."
그러나 국민 선원 및 소방수 연합은 고등법원 형평법부에 타워힐 지부 총무가 회원들에게 파업을 종용하는 것을 금지하는 금지 명령을 신청했다. 애스트베리 재판관은 TUC와 "국가의 정부" 사이에 어떤 노동 분쟁도 존재할 수 없으며 석탄 산업의 파업을 제외하고는 총파업이 1906년 노동쟁의법에 의해 보호되지 않는다는 판결로 금지 명령을 인가했다. 또한 그는 원고 노조의 파업이 자체 규칙에 위배되게 선언되었다고 판결했다. 그 결과 관련 노조는 관습법에 따라 계약 위반 선동에 대한 책임이 있으며 고용주에 의한 자산 압류의 가능성에 직면했다.
1926년 5월 12일, TUC 총평의회는 다우닝가 10번지를 방문하여 새뮤얼 위원회가 마련한 제안이 존중되고 정부가 파업 참가자들에 대한 희생이 없을 것이라는 보장을 제공한다면 파업을 철회하겠다는 결정을 발표했다. 정부는 "파업에 참여했던 모든 사람들을 고용주가 다시 받아들이도록 강제할 권한이 없다"고 밝혔다. 그러나 TUC는 그러한 합의 없이 분쟁을 종식시키기로 동의했다. 이후에도 다양한 파업이 계속되었는데, 각 노조가 회원들의 업무 복귀를 위해 회사와 협상을 벌였기 때문이다.

## 여파
광산 노동자들은 몇 달 동안 저항했지만, 결국 경제적 필요에 의해 광산으로 돌아갈 수밖에 없었다. 11월 말까지 대부분의 광산 노동자들이 업무에 복귀했다. 그러나 많은 이들이 수년간 실업 상태로 남아 있었다. 여전히 고용된 사람들은 더 긴 근무 시간, 낮은 임금, 그리고 지역별 임금 협상을 받아들여야 했다.
영국 탄광에 미친 영향은 지대했다. 1930년대 후반까지 광업 부문 고용은 파업 전 최고치인 120만 명의 광산 노동자에서 3분의 1 이상 감소했지만, 생산성은 광산 노동자당 200톤 미만에서 제2차 세계 대전 발발 시점에는 300톤 이상으로 반등했다.
스펜서주의와 노팅엄셔주 광산 노동자들이 영국 광산 노동자 연맹의 정책에 반대하여 업무에 복귀하기로 합의하면서 광산 노동자들 사이에 발생한 분열은 국민 광산 노동자 연합이 설립될 때까지 국가적인 단체 교섭 세력으로서의 석탄 광산 노동자들을 분열시켰다.
1927년 노동쟁의 및 노동조합법은 동조 파업, 총파업, 대규모 피케팅을 금지하고, 노동조합원들이 노동당에 정치 자금을 납부하기 위해 '옵트인'해야 하는 제도를 만들었다.
장기적으로 볼 때, 노동조합 활동이나 노사 관계에는 큰 영향이 없었다. TUC와 노동조합 운동은 온전하게 남아 있었고 기본적인 정책을 바꾸지 않았다. 키스 레이번은 역사가들이 대체로 "총파업은 영국 산업 역사에서 중요한 전환점이나 분수령으로 간주될 수 없다"는 데 동의한다고 말한다. 영국에서는 더 이상 총파업이 없었는데, 파업을 조율했던 어니스트 베빈과 같은 노조 지도자들이 이를 실수로 여겼기 때문이다. 그들은 정당의 행동이 더 나은 해결책이라고 결정했다. 그러나 1972년 7월 31일 펜턴빌 파이브의 투옥으로 영국은 하루짜리 총파업에 근접했다.
불만의 겨울은 1978년 11월부터 1979년 2월까지 영국에서 발생한 기간으로, 인플레이션을 통제하기 위해 노동당 정부가 부과한 한계치보다 더 높은 임금 인상을 요구하는 민간 부문, 그리고 나중에는 공공 부문 노동조합의 광범위한 파업으로 특징지어진다.

## 대중 문화
- 필립 깁스의 <젊은 무정부주의>는 총파업을 언급한 최초의 소설이다.[31]
- H. G. 웰스의 <한편> (1927)은 총파업을 다룬 최초의 소설로, 그것이 영국 노동 운동에 미친 영향을 묘사한다.[31]
- 존 골즈워디의 포사이트가 이야기의 일부인 1928년 소설 <백조의 노래>는 파업에 대한 영국 상류층의 반응을 묘사한다.[31]
- 시인 휴 맥다이어미드는 파업에 대한 궁극적으로 비관적인 서정적 반응을 작곡했으며, 이를 같은 해의 긴 모더니즘 시인 <A Drunk Man Looks at the Thistle>에 통합했다. 사건이 어떻게 전개되었는지에 대한 그의 이미지적 묘사는 "나는 장미가 뛰쳐나오는 것을 보았다..." (1119행)로 시작하는 긴 구절에 나타난다.
- 해럴드 헤슬럽의 1929년 소설 <이상한 들판의 문>은 파업 시대를 배경으로 하며, 파업 광부들의 관점에서 사건을 묘사한다.[32]
- 엘렌 윌킨슨의 1929년 소설 <충돌>은 파업에 참여한 여성 운동가의 이야기를 다룬다.[33]
- 이 파업은 윈덤 루이스의 풍자 소설 <하느님의 유인원>의 "마지막 부분"으로 기능한다. 이 소설에서 파업의 미온적인 성격과 결국의 붕괴는 1920년대 영국의 정치적, 도덕적 침체를 상징한다.
- 이 파업은 루이스 그래식 기번의 소설 시리즈인 A Scots Quair의 일부인 <클라우드 하우> (1933)의 절정을 이룬다.[34]
- 제임스 힐턴의 1934년 소설 <굿바이 미스터 칩스>에서 은퇴한 교사 치핑은 이 파업을 "아주 훌륭한 광고"라고 부르는데, "잃은 목숨도 없고", "총 한 발도 발사되지 않았다"고 말한다.
- 파업의 실패는 이드리스 데이비스가 "라임니의 종들" (1938년 출판)을 쓰게 영감을 주었고, 피트 시거는 이를 노래 "The Bells of Rhymney" (1958년 녹음)로 만들었다.
- 1945년 이벌린 워의 소설 <브라이즈헤드 재방문>에서 주인공 찰스 라이더는 프랑스에서 런던으로 돌아와 파업 노동자들과 싸운다.
- 조이스 캐리의 1955년 소설 <명예 이상은 없다>는 파업을 중심으로 전개되는 역사 소설이다.[35]
- 레이먼드 윌리엄스의 1960년 소설 <국경 지역>에서 매튜 프라이스의 아버지는 동료 신호수들과 함께 파업에 참여한다.
- LWT 시리즈 <위층, 아래층>은 총파업을 다룬 에피소드인 "The Nine Days Wonder" (시즌 5, 에피소드 9; 원방영일 1975년 11월 2일)를 방영했다.
- 이 파업은 BBC 시트콤 <You Rang, M'Lord?>의 여러 에피소드에서 언급된다.
- 1970년대와 1980년대에 "Strikes 1926"은 런던에 있었던 단명한 식당 체인이었다. 식당 내부는 파업 사진으로 장식되어 있었다.
- 로리 R. 킹의 2007년 소설 <시금석>은 파업 직전 몇 주를 배경으로 한다. 관련된 쟁점과 파벌, 그리고 파업을 막으려는 시도가 핵심 줄거리이다.
- BBC 시리즈인 <하우스 오브 엘리엇>은 총파업을 묘사하는 에피소드를 포함했다.
- 윌리엄 보이드의 소설 <Any Human Heart>에서 주인공 로건 마운트스튜어트는 파업에 특별 경찰로 자원한다.
- 로버트 래의 2012년 영화 <행복한 땅들>은 파업 당시 파이프의 탄광 노동자들을 배경으로 한다.
- 켄 로치 감독의 영화 4부작 중 네 번째 부분이 파업을 다룬다.
- 로널드 녹스의 앤솔러지 <만약 그렇게 되었다면>에 수록된 대체 역사 단편 소설 <만약 총파업이 성공했더라면>에서 이야기는 1931년 더 타임스 기사 형식으로, 공산주의 통치하의 영국을 묘사한다.
- 데이비드 피스의 책 <GB84>에서 나이가 많은 인물들이 1926년 파업을 언급하며 1984~85년의 장기 탄광 노동자 파업과 비교하는 등 파업이 계속 언급된다.
- BBC Two 텔레비전 프로그램 <피키 블라인더스>의 네 번째 시리즈는 파업 직전과 파업 기간을 배경으로 한다. 이 시리즈는 제시 이든을 포함한 혁명적 공산주의 요소들의 개입을 강조한다.

## 추가 자료
- Barron, Hester. The 1926 Miners' Lockout: Meanings of Community in the Durham Coalfield (2010)

- Brandon, David. The General Strike 1926: A New History (Pen and Sword Transport, 2023) online
- Braskén, Kasper. "The British Miners' and General Strike of 1926: Problems and Practices of Radical International Solidarity." in International Communism and Transnational Solidarity: Radical Networks, Mass Movements and Global Politics, 1919–1939 (Brill, 2017) pp.168–190.

- Chaloner, W. H. "The British Miners and the Coal Industry between the Wars" History Today (June 1964) 14#5 pp 418–426, focus on historiography of 1926 miners.

- Davis, Mary, and John Foster. "The General Strike 1926." in UNITE History Volume 1 (1880–1931): The Transport and General Workers' Union (TGWU): Representing a Mass Trade Union Movement, (Liverpool University Press, 20210, pp. 65–86. online

- Dukore, Bernard F. "The British General Strike of 1926." Unions, Strikes, Shaw: " in The Capitalism of the Proletariat (Cham: Springer International Publishing, 2022) pp.47–61.

- Ferrall, Charles, and Dougal McNeill, eds. Writing the 1926 General Strike: Literature, Culture, Politics (Cambridge University Press, 2015). online

- Gildart, Keith. "The Women and Men of 1926: A Gender and Social History of the General Strike and Miners' Lockout in South Wales", Journal of British Studies, (July 2011) 50#3 pp 758–759
- Gildart, Keith. "The Miners' Lockout in 1926 in the Cumberland Coalfield", Northern History, (Sept 2007) 44#2 pp 169–192
- Harmon, Mark D. "A war of words: the British Gazette and British Worker during the 1926 General Strike." Labor History 60.3 (2019): 193–202.

- Hattersley, Roy. Borrowed Time: The Story of Britain Between the Wars (2008) pp 115–142.
- Laybourn, Keith (1993). 《The General Strike of 1926》. New Frontiers in History. Manchester University Press. ISBN 0-7190-3864-2.
- Kiernan, Eugene. "Drogheda and the British General Strike, 1926." Saothar vol. 11, (1986), pp. 19–26. online
- Mason, A. "The Government and the General Strike, 1926." International Review of Social History 14#1 (1969), pp. 1–21. online
- Morris, Margaret. The General Strike (1976) 479 pp; detailed history
- Mowat, Charles Loch. Britain between the wars: 1918–1940 (1955) pp 284–338
- Perkins, Anne. A Very British Strike: 3–12 May 1926 (2008)
- Phillips, G A. The General Strike: The Politics of Industrial Conflict (1976)
- Porter, J. H. "Devon and the General Strike" International Review of Social History 23#3 (1978), pp. 333–56. online
- Quinlan, Kevin. "Counter-Subversion: Labour Unrest and the General Strike of 1926." in The Secret War Between the Wars: MI5 in the 1920s and 1930s (Boydell & Brewer, 2014), pp. 31–54. online

- Reid, Alastair, and Steven Tolliday, "The General Strike, 1926", Historical Journal (1977) 20#4 pp. 1001–1012 in JSTOR, on historiography
- Robertson, D. H. "A Narrative of the General Strike of 1926", Economic Journal (1926) 36#143 pp 375–393 in JSTOR by a leading economics professor
- Saltzman, Rachelle Hope. A Lark for the Sake of Their Country: The 1926 General Strike Volunteers in Folklore and Memory. Manchester University Press, 2012.
- Saltzman, Rachelle H. "Public Displays, Play, and Power: The 1926 General Strike." Southern Folklore: Façade Performances (Special Issue) (1995) 52(2): 161–186.
- Saltzman, Rachelle H. "Folklore as Politics in Great Britain: Working-Class Critiques of Upper-Class Strike Breakers in the 1926 General Strike". Anthropological Quarterly 67#3 (1994), pp. 105–121. online

- Shiach, Morag. "The Refusal to Work and the Representation of Political Subjectivity in the 1920s and 2020s." The Yearbook of English Studies 50.1 (2020): 166–180. excerpt
- Shefftz, Melvin C. "The Trade Disputes and Trade Unions Act of 1927: The Aftermath of the General Strike." The Review of Politics 29#3 (1967), pp. 387–406. online

- Skelley, Jeffrey. The General Strike 1926. Lawrence and Wishardt, London 1976
- Smith, Harold. Remember 1926. A book list. Remember 1926, Coventgarden 1976
- Somervell, D.C. The Reign of King George V, (1936) pp 351–368.online free
- Symons, Julian. The General Strike. A Historical Portrait (1957)
- Taylor, Robert. TUC: From the General Strike to New Unionism (2000) 313 pp

- Turnbull, Tommy. A Miners Life The History Press 2007
- Usherwood, Stephen. "The B.B.C. and the General Strike" History Today (Dec 1972), Vol. 22 Issue 12, pp 858–865 online.

### Primary sources
- Frank, David. "Two Documents on the British General Strike, 1926." Bulletin of the Committee on Canadian Labour History / Bulletin Du Comité Sur l'Histoire Ouvrière Canadienne no. 5, (1978), pp. 8–11. online

- Robertson, D. H. "A Narrative of the General Strike of 1926." The Economic Journal 36#143 (1926), pp. 375–93. online

### Video
- 1975년 BBC 시리즈인 <Days of Hope>는 1926년 파업으로 이어진 사건들을 묘사한다.
  - Morris, Margaret. "The General Strike: A Television Documentary," History 60#199, (1975), pp. 224–27. online
- 1926년 총파업의 교훈, 토니 벤과 덩컨 할라스, 1996년 마르크스주의 축제.